# Dolar Tuvalu
Dolar Tuvalu (oficjalna nazwa – Tuvaluan dollar) – oficjalna waluta Tuvalu. W latach 1966–1976, Tuvalu używało dolara australijskiego, ale w 1976 r. zaczęło wprowadzać w obieg własne monety, które dziś na równi funkcjonują razem z pieniędzmi australijskimi. Nie jest to jednak samodzielna waluta, gdyż jest sztywno związana z dolarem australijskim w stosunku 1:1 i nie posiada kodu ISO 4217.
Przed wprowadzeniem dolara australijskiego na wyspach używano m.in. funta szterlinga, a podczas II wojny światowej również amerykańskiego dolara.

## Monety
W 1976 r. wraz z początkami niezależności Tuvalu wybiło swoje pierwsze monety o nominałach 1, 2, 5, 10, 20, 50 centów i 1 dolara. Wszystkie zaprojektował John Donald, a ich głównym motywem była woda. Wykonane z brązu 1 i 2 centówki oraz miedzioniklowe 5, 10 i 20 centów miały tę samą wielkość, wagę i kształt co monety australijskie. Ale już 50 centówka wyglądem różniła się od dwunastokątnej australijskiej monety, tym że miała zaokrąglone krawędzie. Z kolei dziewięciokątna, miedzioniklowa jedno dolarówka stała się unikatowa nie tylko z powodu swojego nietypowego kształtu, ale również dlatego, że wprowadzono ją osiem lat wcześniej od australijskiej jednodolarowej  monety. Jej dziewięć boków symbolizuje każdą z dziewięciu wysp i atoli, które tworzą archipelag Tuvalu. Na wszystkich monetach przedstawiono morskie zwierzę, które występuje na wyspach, z wyjątkiem jedno centówki, na której znajduje się pusta muszla kraba.
W serii wydanej w 1976 r. znalazły się też pierwsze złote (50 dolarów) i srebrne monety (5 dolarów). Przez pewien czas rozważano wprowadzenie je w oficjalny obieg, by stały się prawnym środkiem płatniczym.
W 1991 r. Australia wycofała z obiegu swoje 1 i 2 centowe monety, jednak na Tuvalu wciąż  było na nie zapotrzebowanie, więc postanowiono, że niższe nominały nadal pozostaną na wyspach w użyciu. Jednakże z powodu rosnących cen i kosztów wysyłki obie monety wycofano z obiegu.
Po 1994 r. zaprzestano wybijania monet tuvalskich, a ich miejsce zajęły pieniądze australijskie. Jednakże monety Tuvalu, wciąż pozostają prawnym środkiem płatniczym i funkcjonują razem z australijskimi. W ostatnich latach mieszkańcy wysp zaczęli preferować mniejsze i mosiężne monety australijskie, zamiast własnych dużych i ciężkich przez co nieco rzadziej można je dziś spotkać.
Co roku Tuvalu emituje sporą liczbę pamiątkowych monet, które przynoszą krajowi drobne zyski do jego ograniczonego budżetu. Większość z nich wykonana jest ze stopu złota i srebra, choć zdarzają się też egzemplarze kolorowe. Na wszystkich znajduje się wizerunek królowej Elżbiety II. Chociaż niektórzy politycy chcieli obalenia monarchii Tuvalu i usunięci jej podobizny ze wszystkich monet, to głosami większości ten pomysł upadł.

## Banknoty
Ponieważ Tuvalu zawsze było zależne od innych państw, to nigdy nie używało własnych pieniędzy. W powszechnym obrocie były za to obce waluty. Australijskich funtów używano na wyspach Ellice już w latach 1914–1966, z małą przerwą podczas II wojny światowej.
W 1942 r. kolonialny rząd Wysp Gilberta i Ellice rozpoczął emisję banknotów, których wartość była ekwiwalentna do australijskiego funta. Banknoty te miały bardzo prosty wygląd i drukowano je w miejscowych drukarniach. Poza Tuvalu były też szeroko rozpowszechnione na Kiribati. Po wydaniu pierwszej serii zaprzestano ich dalszej emisji, gdyż okazały się niepraktyczne. Dziś mają dużą wartość kolekcjonerską, głównie z powodu na niewielką liczbę egzemplarzy.
Po uzyskaniu niepodległości, Tuvalu rozpoczęło emisję własnych pieniędzy (ale tylko monet), a ponieważ oficjalną walutą jest również australijski dolar, to w użyciu pozostały australijskie banknoty.